# Eberhard von der Tann
Freiherr Eberhard von und zu der Tann auch Eberhard von der Thann genannt; (* 4. September 1495 auf Burg Haselstein bei Hünfeld; † 9. Juni 1574 in Tann (Rhön)), aus dem Geschlecht der Herren von der Tann, war kursächsischer Rat und Regent der Herrschaft Tann in der Rhön und führte dort 1534 die Reformation ein.

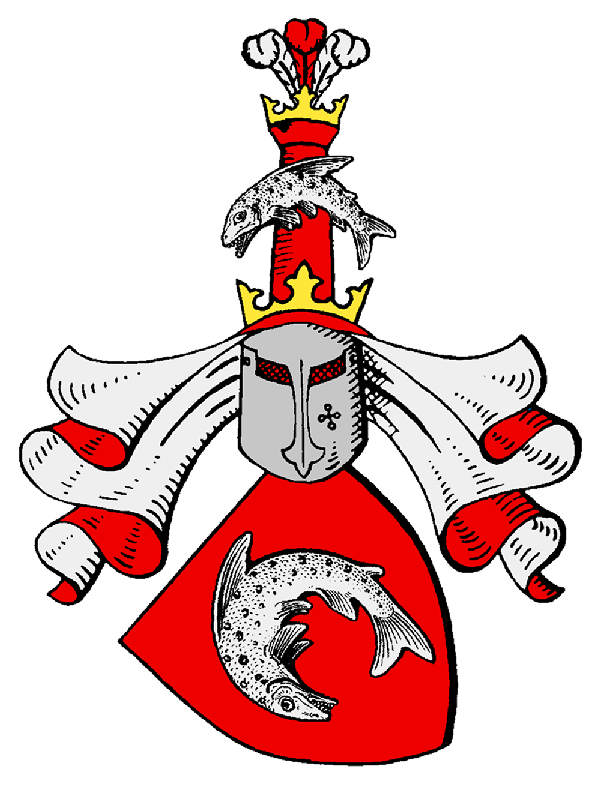
Wappen derer von der Tann

## Familie
Seine Eltern waren Melchior der Jüngere von der Tann (1458?–1524?), fuldischer Amtmann zu Haselstein und Vacha, und Margaretha von Mansbach. Er hatte fünf Brüder, die allesamt Kanoniker und Domherren wurden: Georg, Alexander, Wendelin, Christoph (Christofel) und Friedrich. Aus seiner Ehe mit Maria Anna Schenck zu Schweinsberg († 1567) hatte er zwei Kinder: Margarete Susanne von der Tann (1530–1577), die Apel von Berlepsch heiratete, und Eberhard von der Tann († um 1593).

## Leben

### Kanoniker und kursächsischer Rat
Eberhard von der Tann wurde wie seine Brüder zunächst für eine kirchliche Laufbahn vorbereitet. Er studierte ab 1512 in Wittenberg, wo er Martin Luther kennenlernte und dessen Anhänger und Freund wurde, und danach ab 1517 Jurisprudenz in Erfurt, 1518 in Bologna, danach in Pavia. Von etwa 1510 bis 1529 war er Kanoniker in Würzburg, wo sein Onkel Sebastian von der Tann Dekan war. Ab 1517 war er außerdem Domherr in Eichstätt.
1526 trat Eberhard in den Dienst des Kurfürsten Johann des Beständigen von Sachsen-Eisenach und blieb bis zu seinem Tod in kursächsischem Dienst. 1529 trat er von seinen kirchlichen Pfründen zurück. 1527 ernannte Johann ihn zum kursächsischen Rat und 1528 zum Amtmann auf der Wartburg bei Eisenach, wo er bis 1543 amtierte. Während seiner dortigen Amtszeit bekämpfte er die Täufer, die sich in der Herrschaft Tann ausbreiteten. Er war zeitweise Amtshauptmann in Königsberg in Franken. 1545 wurde Eberhard zum Hofrichter und Geheimen Rat ernannt und wurde Statthalter in Coburg.

### Reformation in Tann
1534 berief er den ersten evangelischen Pfarrer nach Tann. Die Einführung der Reformation in der Herrschaft Tann (mit der Stadt Tann und den Dörfern Wendershausen, Hundsbach, Neuschwambach, Habel, Neuswarts, Günthers und Schlitzenhausen) wurde Anlass zu einem fast hundertjährigen und zeitweise kriegerischen Streit mit den Äbten von Fulda, der erst 1629 durch Kaiser Ferdinand II. beendet wurde.

### Baumaßnahmen in Tann
Um die Stadt Tann während dieser Auseinandersetzungen besser schützen zu können, ließ er sie von 1557 bis 1563 mit einer Mauer befestigen, von der heute außer einem gut erhaltenen Stadttor nur noch Reste im „Graben“ und in der Brunnengasse erhalten sind. 1564 ließ er in Tann eine evangelische Kirche bauen. Die Stadt verdankt ihm auch den Bau des Clashauses (ehemaliges Spital) und der Knottenmühle (ehemalige Schlossmühle). 
Schon früher hatten er und seine Brüder Alexander und Christoph mit der Umgestaltung der romanisch-gotischen Stammburg in Tann zu einem Schlosskomplex im Renaissancestil (dem „Roten Schloss“) begonnen, indem sie versuchten, die alten Gebäude zusammenzufassen und eine geschlossene Hofumbauung zu erreichen. Diese Arbeiten wurden erst nach seinem Tod vollendet.

### Politische Rolle
Eberhard von der Tann war Vermittler zwischen Hessen und Sachsen, treibende Kraft im Schmalkaldischen Bund und kursächsischer Gesandter und Vertreter der lutherischen Sache bei zahlreichen Reichstagen und kirchlichen Verhandlungen und Tagungen. So wohnte er 1529 dem Marburger Religionsgespräch mit Luther, Philipp Melanchthon und Justus Jonas bei. Im Januar 1543 besuchte er zusammen mit Franz Burchardt und Melchior von Ossa den Reichstag in Nürnberg und nahm an dem vertraulichen Gespräch König Ferdinands I. mit den kursächsischen Gesandten teil. Auf dem Reichstag in Augsburg 1555 erlangten die fränkischen Reichsritter auf Eberhards Betreiben die Religionshoheit für ihre Herrschaften. Damit waren sie auch in Religionsfragen der Jurisdiktion der Landesfürsten entzogen, konnten die Religion ihrer Untertanen bestimmen, besaßen die Kirchenleitung und konnten über das Eigentum der ehemals katholischen Kirchengüter in ihren Gebieten verfügen.

## Tod
Eberhard von der Tann starb 1574 in Tann und wurde in der dortigen Pfarrkirche bestattet.